# San Esteban de Zapardiel
San Esteban de Zapardiel – gmina w Hiszpanii, w prowincji Ávila, w Kastylii i León, o powierzchni 12,99 km². W 2011 roku gmina liczyła 52 mieszkańców.